# Blitzmethoden
Unter Blitzmethoden versteht man verschiedene Vorgehensweisen beim Einsatz des Blitzlichtes in der Fotografie. Die Blitzmethoden unterscheiden sich:
- in der Aufgabe des Blitzes als Haupt-, Aufhell- oder Hilfslicht
- im Zeitpunkt der Abgabe des Lichtes innerhalb des Belichtungsprozesses oder davor
- in der Art des Blitzes (ein Impuls oder Stroboskop)
- in der Abgaberichtung des Lichtes (direkt oder indirekt)
- in der Bauart und der Position des Blitzes

## Methoden

### Blitz auf den ersten Verschlussvorhang
Dies ist die älteste Blitzmethode und funktioniert prinzipiell mit jeder Kombination aus Blitzgerät und Fotoapparat, sofern überhaupt eine Möglichkeit zur Blitzsynchronisation vorhanden ist. Der Blitz wird direkt nach dem Öffnen des Verschlusses gezündet. Die Lichtmenge wird entweder von der Kamera oder von einem im Blitzgerät integrierten Sensor gemessen und der Blitz nach ausreichender Belichtung abgeschaltet. Die Technik ist aber auch mit ungeregelten Blitzgeräten einsetzbar. Die Leuchtzeit des Blitzes ist in der Regel wesentlich kürzer als die Offenzeit des Verschlusses.
Bei schnell bewegten Motiven und nennenswertem Umgebungslicht entstehen oft unnatürlich wirkende Bewegungsunschärfen, da das vom Blitz scharf umrissene Motiv gewissermaßen am Anfang der Bewegung steht. Ein von links nach rechts bei Nacht fahrendes Auto erscheint also links im Bild, von seinen Scheinwerfern aus führt eine Lichtspur nach rechts ins scheinbare Nichts.

### Blitz auf den zweiten Verschlussvorhang (Rear-Sync)

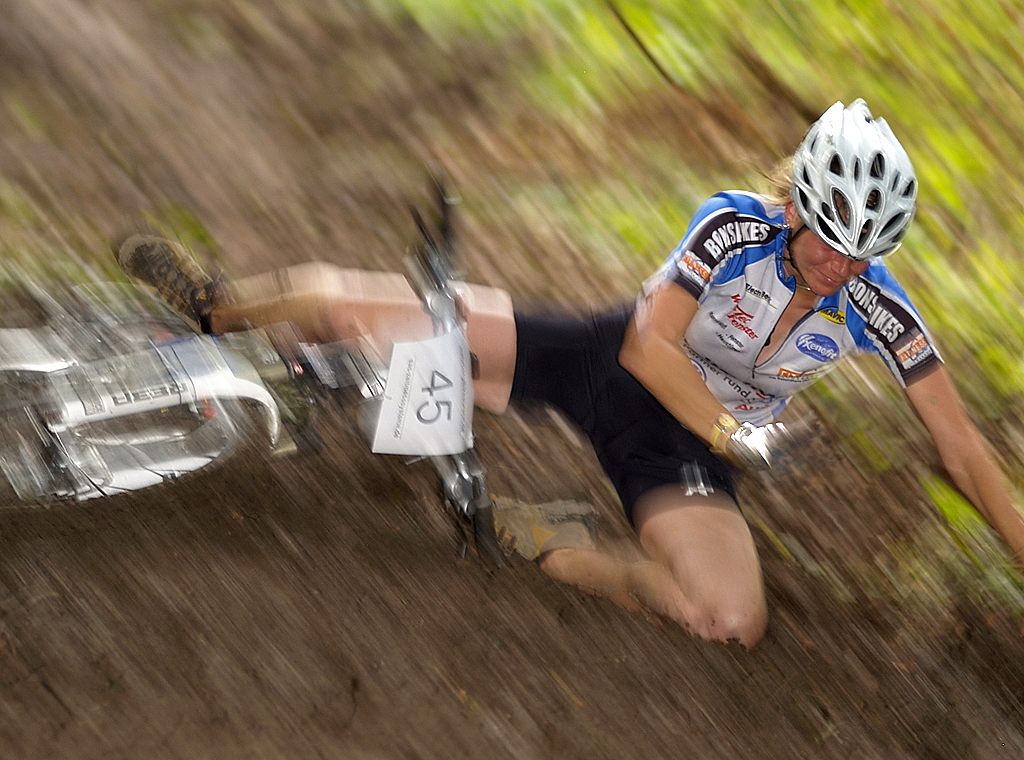
Blitz auf den 2. Verschlussvorhang

Nach dem Öffnen des Verschlusses wird zunächst das vorhandene Licht eingefangen. Der Blitz wird erst kurz vor dem Ende der Belichtungszeit gezündet. Diese Technik ist nur mit abgestimmten Systemblitzen bzw. in die Kamera eingebauten Blitzen zuverlässig einsetzbar, da die Steuerelektronik die maximale Leuchtzeit des Blitzgeräts berücksichtigen muss (siehe dazu: Langzeitsynchronisation). Diese Technik ergibt bei bewegten Motiven meist eine natürlichere Darstellung. In dem zuvor als Beispiel verwendeten Szenario entsteht beim Blitz auf den zweiten Verschlussvorhang eine Scheinwerferspur, die links im Bild beginnt und rechts zusammen mit dem Auto endet.

### Vorblitz
Als Vorblitz bezeichnet man in der Fotografie jede Zündung eines Blitzgerätes vor einer Bildaufnahme. Ein solcher Vorblitz kann unterschiedliche Aufgaben erfüllen:

#### Reduzierung des Rote-Augen-Effekts (Red-Eye-Reduction)
Der Rote-Augen-Effekt entsteht durch die Reflexion des Blitzlichts auf der Netzhaut. Dieser Effekt tritt besonders in dämmeriger und dunkler Umgebung auf, wenn die Pupillen weit geöffnet sind und der Blitz frontal auf das Auge trifft. Ein Vorblitz soll den Rote-Augen-Effekt verringern. Die sogenannte Rote-Augen-Schaltung beim Blitz feuert nun vor der eigentlichen Aufnahme einen oder mehrere Blitze dicht hintereinander ab. Durch das vorweg gezündete Blitzlicht verengen sich die Pupillen des fotografierten Menschen oder Tieres, und die roten Augen werden wesentlich unauffälliger.
Der Einsatz dieser Blitzfunktion hat aber viele Nachteile. Der/die Porträtierte wird aufmerksam oder gar irritiert, ein Schnappschuss ist damit unmöglich. Auch entsteht eine merkliche Verzögerung zwischen Auslösung und dem Moment, in dem der Hauptblitz ausgelöst wird. Der Fotograf ist damit nicht mehr in der Lage, den Moment des Bildes exakt zu bestimmen. Der Gesichtsausdruck des oder der Porträtierten ändert sich, im unglücklichsten Fall führen die Vorblitze zum reflexhaften Schließen der Augenlider. Erfahrene Fotografen lassen daher die Finger von dieser Einstellung, sie vermeiden den Rote-Augen-Effekt durch den Einsatz externer Blitze, die im Idealfall über eine Schiene seitlich der optischen Achse angebracht werden, indirektes Blitzen oder die Verwendung von „Schirmen“ oder Bouncern (s. u.). Mit Hilfe der elektronischen Bildbearbeitung lassen sich rote Augen auch nachträglich durch eine digitale Retusche verändern.

#### AF-Hilfslicht
(siehe auch ausführlichen Abschnitt AF-Hilfslicht)
Der Vorblitz kann auch als Hilfslicht für den Autofokus zur Scharfstellung eines Motivs bei schwierigen Lichtverhältnissen benutzt werden, wenn die Kamera über keine zusätzliche Hilfslampe verfügt oder die Hilfslicht-Messung eines externen Systemblitzgerätes nicht zur Verfügung steht. Hierzu werden während des Fokussiervorgangs relativ schwache stroboskopartige Blitze gezündet, die das Motiv kurz aufhellen. Nachteile dieser Methode sind der relativ hohe Stromverbrauch und die Irritation des Motives und der Zuschauer durch die langen, grellen Stroboskopsalven.
Viele moderne Blitzmodelle zum Aufstecken verwenden ein rotes Hilfslicht, das daher nicht so grell ist. Dabei wird oft ein kreuzartiges Muster projiziert, um dem Autofokus eine Struktur zu bieten.

#### TTL-Vorblitz (Messblitz)
(Siehe auch TTL-Blitzmessung)
Bei modernen Kameras und Blitzgeräten wird im TTL-Messverfahren der Vorblitz zur besseren Abstimmung der Belichtung (Verhältnis zwischen Blitz- und Umgebungslicht) verwendet.
Diese Art des Vorblitzes wird so kurz vor dem eigentlichen Blitz ausgelöst, dass er oftmals gar nicht bemerkt wird. Dieses TTL-Messverfahren mittels Vorblitz wurde mit der Einführung digitaler Kameras notwendig. Bei den bisherigen TTL-Messmethoden wurde das von der matten Filmoberfläche gestreut reflektierte Blitzlicht während der Aufnahme gemessen. Die Sensoren der Digitalkameras besitzen durch die spiegelnde Oberfläche jedoch sehr ungünstige Reflexionseigenschaften, so dass eine Messung je nach Motiv sehr ungenau werden kann. Üblicherweise wird bei der Vorblitzmessung das Blitzlicht von den Dauerlicht-Belichtungsmessern gemessen. Dieses Blitzverfahren wird von den Kameraherstellern jeweils anders benannt, Canon nennt es E-TTL, Nikon i- oder D-TTL, Pentax P-TTL. Eine exotische Variante misst das vom geschlossenen Verschlussvorhang reflektierte Licht.
In der Porträtfotografie und der Tierfotografie kann es jedoch wie bei der Red Eye Reduction zum unerwünschten reflexartigen Schließen der Augenlider kommen. Dem ist nur durch Abschalten der TTL-Automatik beizukommen, dies ist jedoch nicht bei allen Blitzgeräten und Fotoapparaten möglich.
Auch ist bei Servoblitzauslösern von Multiblitzanlagen (siehe Entfesselter Blitz) darauf zu achten, dass der Vorblitz abgestellt wird, sofern nicht alle verwendeten Geräte darauf eingestellt sind. Wenn gesteuerte Blitze bereits durch den Vorblitz zünden (z. B. Studioblitze, die über eine Fotozelle ausgelöst werden) und auf die eigentliche Aufnahme somit nicht mehr reagieren, wäre das Bild aufgrund der zuvor erfolgten Blitzbelichtungsmessung auch fehlbelichtet, weil im Messwert der ausgelöste Studioblitz mit berücksichtigt wurde.

### Langsam-, Aufhell- oder Slow-Blitz

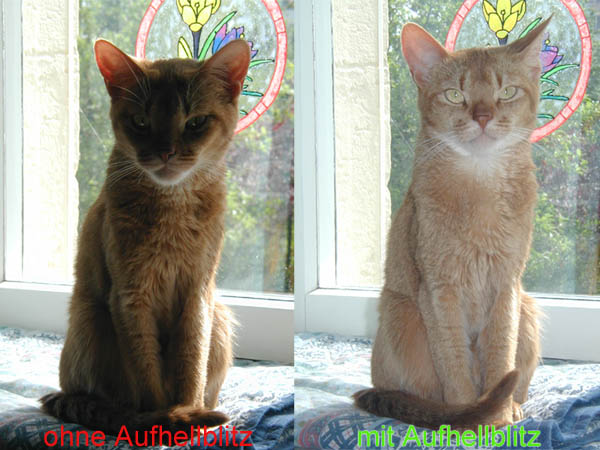
Aufhellblitz, Beispiel mit Katze

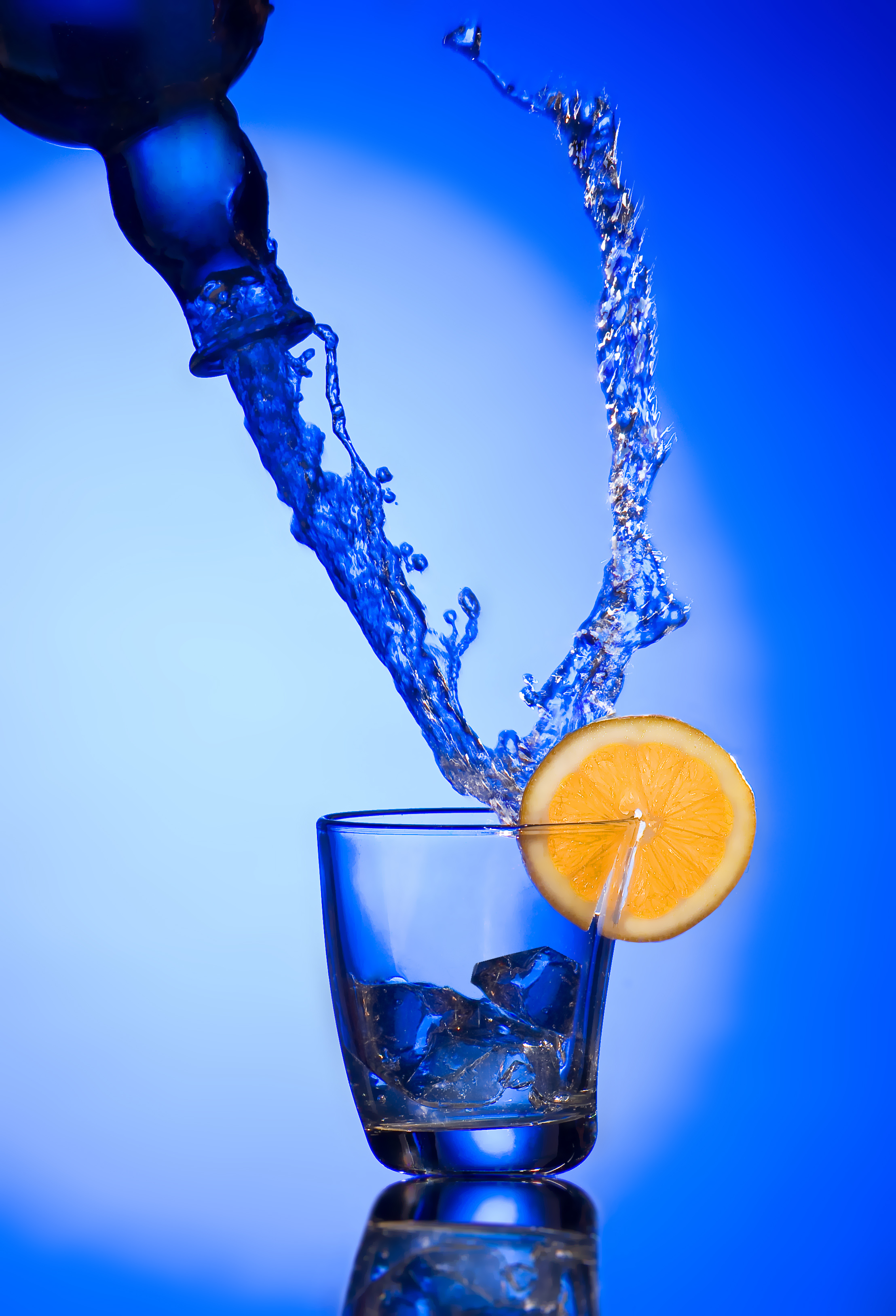
Mit Blitzlicht eingefrorener Wasserstrahl, Blitzabbrennzeit 1/750 s

Diese Blitzmethode kann mit der Synchronisation auf den ersten Verschlussvorhang oder auf den zweiten Verschlussvorhang eingesetzt werden. Die Belichtung wird dabei vom gegebenen Umgebungslicht bestimmt, der Blitz dient in der Regel nur als Aufheller und beleuchtet das Hauptmotiv, dadurch werden starke Hell–Dunkelkontraste gemildert, und es kommt zu einer besseren Schattendurchzeichnung bei der Aufnahme.
Der Aufhellblitz ist bei einer starken direkten Lichtquelle wie zum Beispiel starkem Sonnenlicht nützlich, da sich dabei starke Schlagschatten zeigen, und bei Gegenlicht verhindert er, dass der Vordergrund zu dunkel wird. Bei grauem und diesigem Wetter fügt er dem Vordergrund das notwendige Licht zu, damit die Farben klarer und reiner erscheinen.
Nach Möglichkeit soll die (digitale) Kamera auf die Farbtemperatur des Hauptlichtes eingestellt sein. Der Blitz ist in allen Fällen der Farbtemperatur des Hauptlichtes anzupassen (vorgesetzte Filter), wenn er vom Hauptlicht wesentlich abweicht. So werden unschöne und unnatürliche Mischlichtsituationen vermieden.
Er kann aber auch zum Einfrieren einer Bewegung verwendet werden, um das bei langen Belichtungszeiten auftretende starke Verwischen von bewegten Motiven zu reduzieren oder ganz zu verhindern. Das Blitzgerät wird dabei oft mit reduzierter Leistung bzw. Helligkeit eingesetzt, damit das vorhandene Licht zur Geltung kommt. Andererseits benötigt man im starken Sonnenlicht unter Umständen einen besonders leistungsstarken Blitz, um überhaupt eine Wirkung zu erzielen.
Bei indirektem Blitzen (z. B. über die Decke) entstehen ebenfalls unschöne Schatten. Einige Blitzgeräte besitzen daher einen zusätzlichen Aufhellreflektor, der einen Teil des Lichtes des Blitzgerätes umlenkt oder eine zweite kleine Blitzröhre die direkt blitz, wenn der Hauptblitz z. B. zur Decke gerichtet wird.
Moderne Automatikkameras erkennen meist selbsttätig die Notwendigkeit der Aufhellung mit Blitzlicht und zünden ein eingeschaltetes Blitzgerät automatisch, das dann typischerweise einen um −1 bis −2 EV (Exposure Value = Lichtwert, Belichtungswert) gegenüber der Allgemeinhelligkeit reduzierten Blitz zündet. Bei manueller Steuerung ist ein ausgewogenes Verhältnis zwischen Tages- und Blitzlicht anzustreben. Erste Versuche sollten mit einer Blitzintensität von −1 EV beginnen.
Beim Aufhellblitzen ist eine möglichst kurze Blitzsynchronzeit nötig, um bei der Wahl der Blendenzahl nicht eingeschränkt zu sein. Im Idealfall steht ein modernes Blitzgerät mit FP-Synchronisation zur Verfügung. Durch eine lange Synchronzeit wird man bei hellen Lichtverhältnissen zum Abblenden gezwungen, was sich wiederum negativ auf die Blitzreichweite auswirkt.

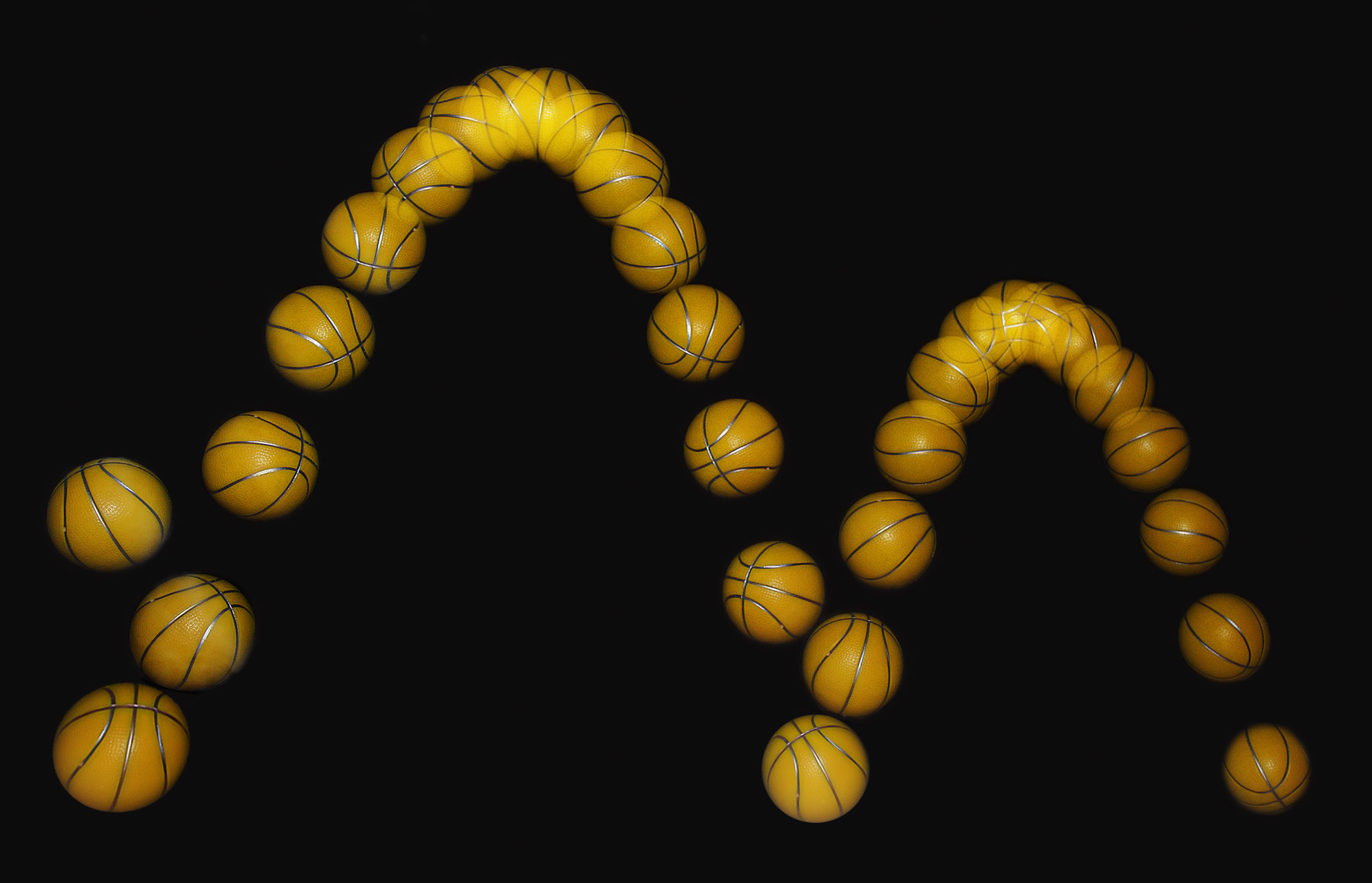
Stroboskop, prellender Basketball

### Stroboskop-Blitz
Während der Belichtungszeit wird entweder ein Blitz mehrmals gezündet oder ein Stroboskop eingesetzt. Ein bewegtes Objekt wird dadurch in verschiedenen Phasen belichtet. Ist die Umgebung oder der Hintergrund dunkel und nur das Objekt beleuchtet, kann dies auch bildlich festgehalten werden, ähnlich der Methode bei der Kurzzeitsynchronisation. Je nach Frequenz und Geschwindigkeit des Objekts liegen die einzelnen Phasenbilder näher oder weiter auseinander. Diese Methode eignet sich beispielsweise für Bewegungs-, Beschleunigungs- und Verformungsanalysen.

### Indirekter Blitz

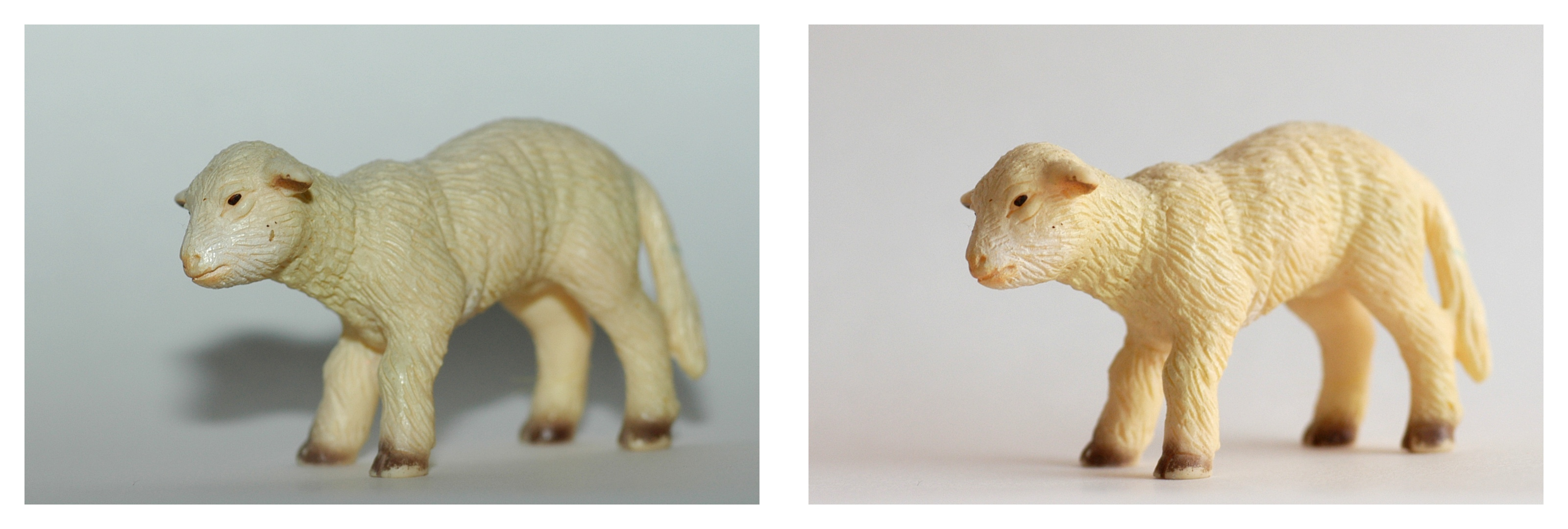
Unterschied zwischen direktem und indirektem Blitz

Das Bouncing (korrekt: bounce flash bzw. bouncing flash, also „abprallender“ oder „hüpfender Blitz“) ist ein Begriff aus der Fotografie und meint im Englischen ganz allgemein das indirekte Blitzen etwa gegen die Decke (bzw. eine helle Fläche oder einen Aufhellschirm), was in der Regel zu einer wesentlich gleichmäßigeren und weicheren Ausleuchtung führt und Schlagschatten weitestgehend vermeidet oder zumindest mildert. Zudem werden unerwünschte Reflexionen und Spitzlichter etwa auf Brillengläsern vermieden.
Allerdings ist eine gewisse Grundleistungsfähigkeit des Blitzgerätes unbedingte Voraussetzung (hinreichend hohe Leitzahl), da durch den nicht unwesentlich verlängerten Weg des Lichtes und dessen Streuung an der gegebenenfalls recht weit entfernten Reflexionsfläche ein erheblicher Teil der Lichtmenge verlorengehen kann.
Bei Aufnahmen von Personen entstehen, wenn man den Blitz gegen die Decke richtet, oft unschöne Schatten unter dem Kinn oder in den Augen. Der indirekte Blitz wird daher gerne zusammen mit einem Aufhellblitz oder -Reflektor  verwendet (s. o./s. u.)

#### Bouncer

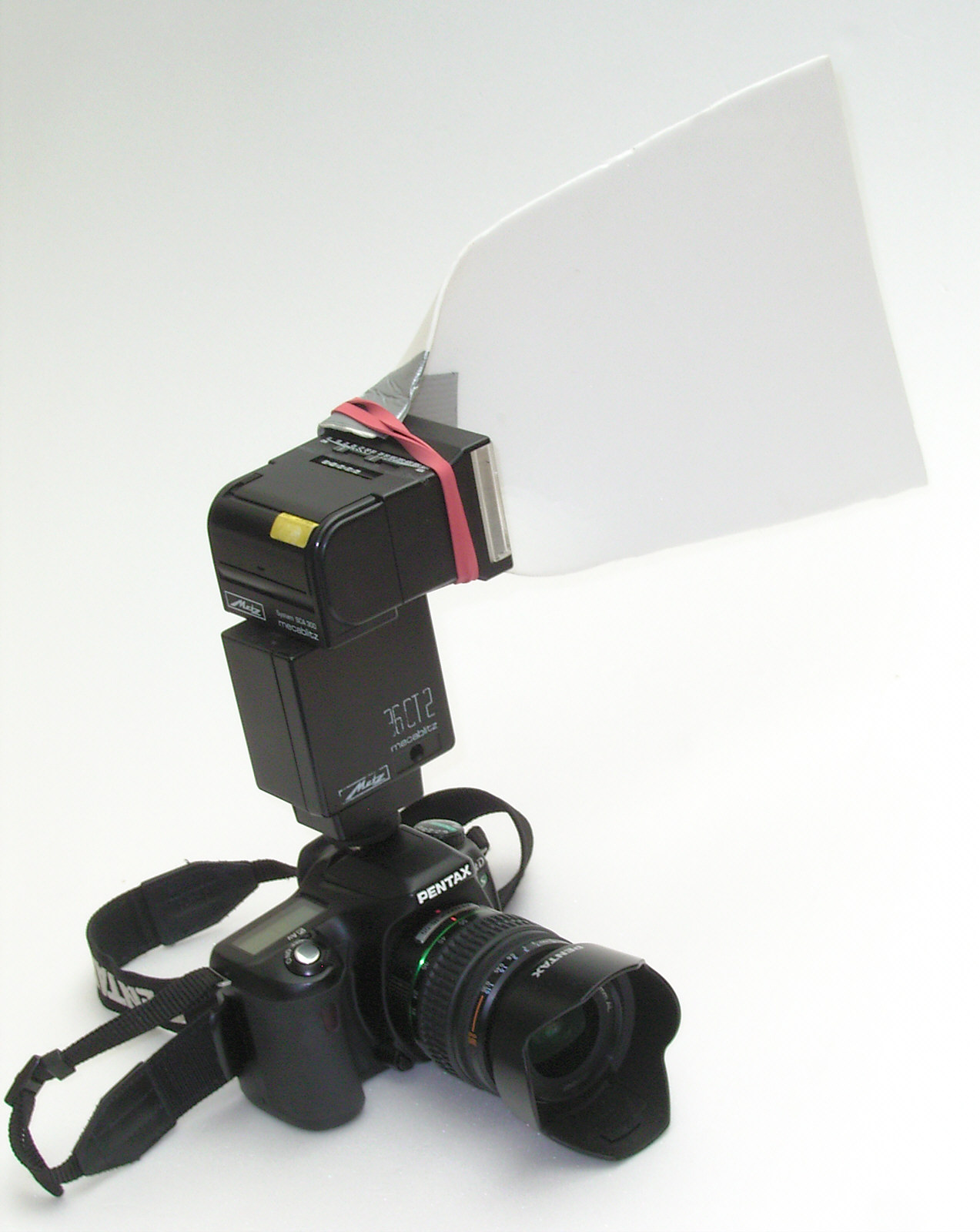
Ein selbstgebastelter Bouncer

Statt eine Wand oder Decke anzublitzen, kann man auch Bouncer verwenden. Damit bezeichnet man in der Fotografie einen diffusen (opaken) Steck-Aufsatz für Blitzgeräte. Dieser fächert den Blitz auf, so dass er einen größeren Bereich abdeckt und das Licht weicher wird.
Auch winkelig direkt aufs Blitzgerät aufsteckbare oder anklebbare Reflexionsflächen nennt man Bouncer. Dergleichen kann natürlich von einigermaßen geübten Bastlern auch selbst angefertigt werden. Hier und da findet man auch den Begriff
Bounceboard (was eigentlich Trampolin heißt), oft zusammenfaltbare und gegebenenfalls getönte (Goldfolie)  Aufhellschirme unterschiedlicher Größe (bis hin zu Quadratmetern!), die überwiegend in der Tageslicht-Fotografie oder im Freien eingesetzt werden, um zum Beispiel das Sonnenlicht auf das Motiv – oder Teile davon – zu lenken.
Für Geräte ohne neig- und/oder schwenkbaren Blitz gibt es Blitzneiger. Allerdings entfällt hier meist auch die Möglichkeit des automatischen Blitzens, bei dem das Gerät die erforderliche Lichtmenge selbst berechnet (s. Computerblitz). Dies rührt daher, dass die Messzelle in diesem Fall nicht mehr auf das Motiv, sondern in Richtung der Reflexionsfläche weist (also zum Beispiel der Decke) und somit eine drastische Unterbelichtung die Folge wäre.

#### Kombinationen des direkten und indirekten Blitzens

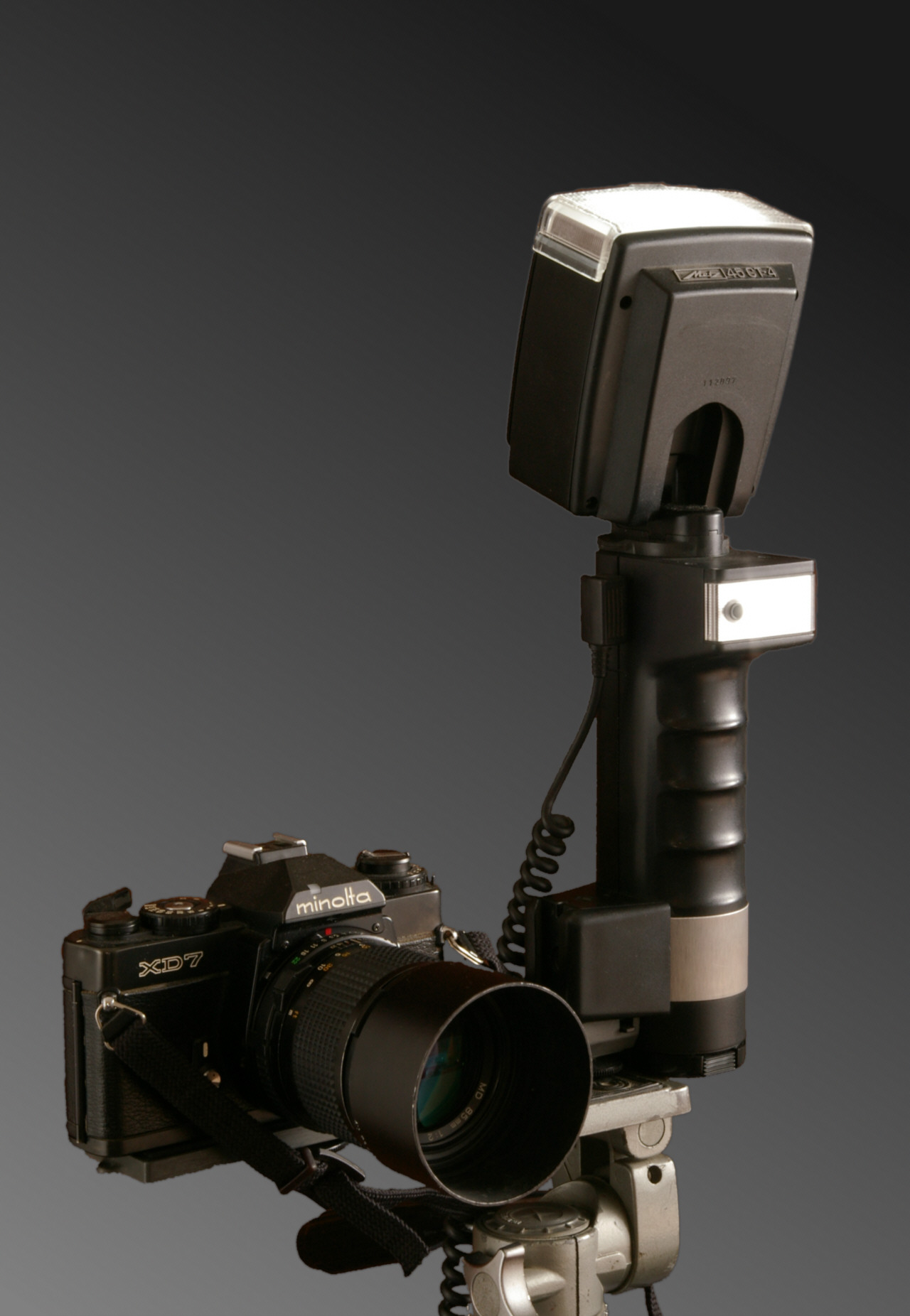
Blitzgerät mit Zweitreflektor

Einige Elektronenblitzgeräte erlauben direktes und indirektes Blitzen gleichzeitig, da sie neben der schwenkbaren Hauptblitzröhre zusätzlich über einen meist starr eingebauten Aufhellblitz verfügen; durch die Kombination beider Methoden lassen sich auch diffizile Anforderungen an die Ausleuchtung bewältigen. So wird beispielsweise das zentrale Motiv – etwa eine Person im Vordergrund – kontrastreich ausgeleuchtet, während der Hintergrund durch den indirekten Hauptblitz an dessen Helligkeit angepasst wird und nicht, wie häufig auf Amateurfotos zu sehen, im Dunkeln „versackt“.
Freilich kann man dies auch durch den Einsatz mehrerer Blitzgeräte bewerkstelligen, wobei sich die Möglichkeiten noch potenzieren: etwa ein kleinerer direkter Blitz, ein indirekter Hauptblitz für die Gesamtausleuchtung der Szene und gegebenenfalls einen Spotblitz zur Hervorhebung eines bestimmten Motivteils, unter Umständen sogar farblich differenziert.
Einige Blitzgeräte bieten statt des zusätzlichen Aufhell-Blitzes einen kleinen Reflektor der einen Teil des Blitzlichtes nach vorne umlenkt. Verfügt das eigene Blitzgerät nicht über einen solchen Reflektor, kann man ihn einfach improvisieren, indem man einen ca. 1 cm breiten Streifen Alupapier so hinter dem Reflektor befestigt, dass er einen Tel des indirekt abgegebenen Lichtes nach vorne leitet.

### Entfesselter Blitz
(siehe Hauptartikel Entfesselter Blitz)
Meist werden Blitzlichtgeräte dicht am oder auf dem Fotoapparat befestigt oder sind in die Kamera integriert. Durch die frontale Beleuchtung wirken Motive meist flach und unnatürlich.  Darüber hinaus werden nahe Motivteile häufig überbelichtet, entferntere versacken in den Schatten, und es tritt der berüchtigte Rote-Augen-Effekt ein. Vergrößert man den Abstand zwischen Fotoapparat und Blitzgerät, so erreicht man auf einfache Weise eine etwas natürlichere Ausleuchtung. Durch den Einsatz von mehreren Blitzgeräten mit oder ohne zusätzliche Reflektoren ist der Aufwand beliebig steigerbar, sind aber auch perfekte Ergebnisse möglich, denen man die Blitztechnik nicht ansieht.
Beim entfesselten Blitzen werden die entfernten Blitzgeräte heute meist nicht mehr durch Steuerkabel ausgelöst, die unhandlich sind und Stolperfallen darstellen. Stattdessen werden Tochterblitze eingesetzt, die zum Beispiel durch den am Fotoapparat angeschlossenen Master-Blitz ausgelöst werden.
Für eine gezielte Lichtführung mit mehreren Blitzgeräten ist der Einsatz eines Blitzbelichtungsmessers sehr hilfreich, bei Studioblitzgeräten praktisch unverzichtbar.

### Offenblitz
Offenblitz bezeichnet die – meist mehrfache – manuelle Auslösung eines Blitzgerätes bei fixierter Kamera (Stativ) und offen gehaltenem Kameraverschluss. Diese Technik bietet zweierlei Nutzen: Durch wiederholtes Auslösen kann die Maximalleistung eines Blitzgerätes vervielfacht werden: pro Blendenstufe Helligkeitsgewinn ist die Anzahl der Blitzauslösungen zu verdoppeln. Zweitens können Position, Richtung und Leistung des Blitzes zwischen den Auslösungen verändert werden, um so die Wirkung mehrerer Lichtquellen zu simulieren und eine akzentuierte oder schattenfreie Ausleuchtung zu erzielen.
Wegen des Zeitbedarfs eignet sich die Offenblitztechnik nur für statische Motive. Da der Kameraverschluss zwischen den Blitzauslösungen geöffnet bleibt und der Fotograf sich mitunter durch das Aufnahmefeld bewegen muss, ist ein möglichst geringes Umgebungslicht von Vorteil. Das verwendete Blitzgerät muss über eine manuelle Auslösemöglichkeit und möglichst auch über eine von der TTL-Steuerung der Kamera unabhängige Leistungsregelung verfügen.
Die Offenblitztechnik bietet sich besonders zur Ausleuchtung weiträumiger, verwinkelter, lichtloser Umgebungen mit minimalen Mitteln an und ist daher eine typische Technik beispielsweise in der Höhlenfotografie. In der Studiofotografie wird die Offenblitztechnik verwendet, wenn zur Erzielung größtmöglicher Schärfentiefe so stark abgeblendet wurde, dass die erforderliche Lichtmenge die Leistung der Blitzanlage übersteigt.